# Joop van Nellen
Johannes Cornelis "Joop" van Nellen (né le 15 mars 1910 à Delft et mort le 14 novembre 1992 dans la même ville) était un joueur et entraîneur de football néerlandais.

## Biographie

### Club
Durant sa carrière de club, van Nellen n'a connu qu'un seul club, l'équipe de championnat néerlandais de sa ville natale, le DHC Delft.

### International
Au niveau international, il participe avec l'équipe des Pays-Bas de football à la coupe du monde 1934 en Italie.